# Torchwood
Torchwood (englische Aussprache: ˈtɔrtʃ.wʊd) ist eine britische Science-Fiction-Serie und ein Ableger der populären BBC-Serie Doctor Who. Torchwood handelt von einem kleinen Team aus Spezialisten des fiktiven Torchwood-Instituts. Aufgabe dieser außerhalb des britischen Staatsapparates verdeckt agierenden Organisation ist es, die Erde vor außerirdischen Bedrohungen zu schützen. Zentrale Figur ist Captain Jack Harkness (John Barrowman), ein unsterblicher, mysteriöser Zeitreisender aus der fernen Zukunft, der seit dem 19. Jahrhundert auf der Erde lebt. Zu Beginn der Handlung stößt die Polizistin Gwen Cooper (Eve Myles) neu zu Torchwood, weiter zum Team gehören der Arzt Owen Harper (Burn Gorman), die Computerspezialistin Toshiko Sato (Naoko Mori) und Ianto Jones (Gareth David-Lloyd).
Die ersten drei Staffeln der Serie wurden in Wales produziert und spielen größtenteils in der Hauptstadt Cardiff, in der das Torchwood-Institut seinen Sitz hat. Die vierte Staffel ist eine Koproduktion der BBC mit dem US-amerikanischen Kabelsender Starz und spielt hauptsächlich in den Vereinigten Staaten.

## Hintergrund

### Themen

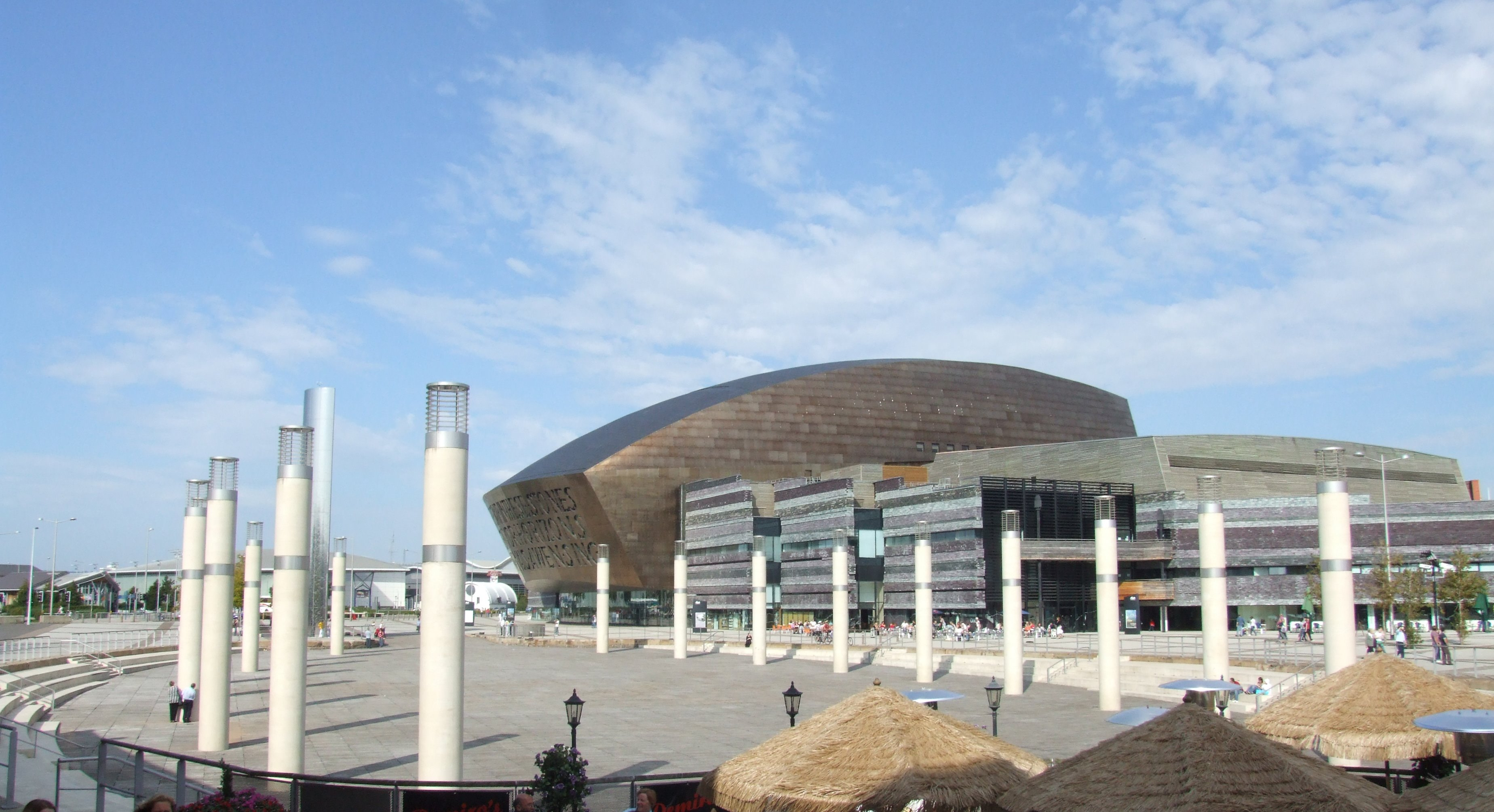
Der Roald Dahl Plass in Cardiff. Darunter verbirgt sich die Basis des fiktiven Torchwood-Instituts

Anders als zum Beispiel bei der Action-Filmreihe Men in Black, die auf einem ähnlichen Grundkonzept basiert, stehen bei Torchwood eher die zwischenmenschlichen Beziehungen und mit jeder Staffel zunehmend ethische Fragen im Vordergrund der Handlung. Doch auch Action und britischer Humor spielen durchaus zentrale Rollen. Im Gegensatz zu der Mutterserie Doctor Who, die für ein Familienpublikum konzipiert ist, richtet sich Torchwood ausschließlich an jugendliche und erwachsene Zuschauer. So gibt es ausgeprägte Darstellungen von Sexualität und Gewalt, bei Verletzungen wird Blut gezeigt und es werden Kraftausdrücke verwendet.
Captain Jack Harkness ist einer der wenigen Actionhelden einer Fernsehsendung, der offen pansexuell ist. Auch Ianto Jones, Owen Harper und Toshiko Sato haben eine fließende Sexualität.

### Produktion

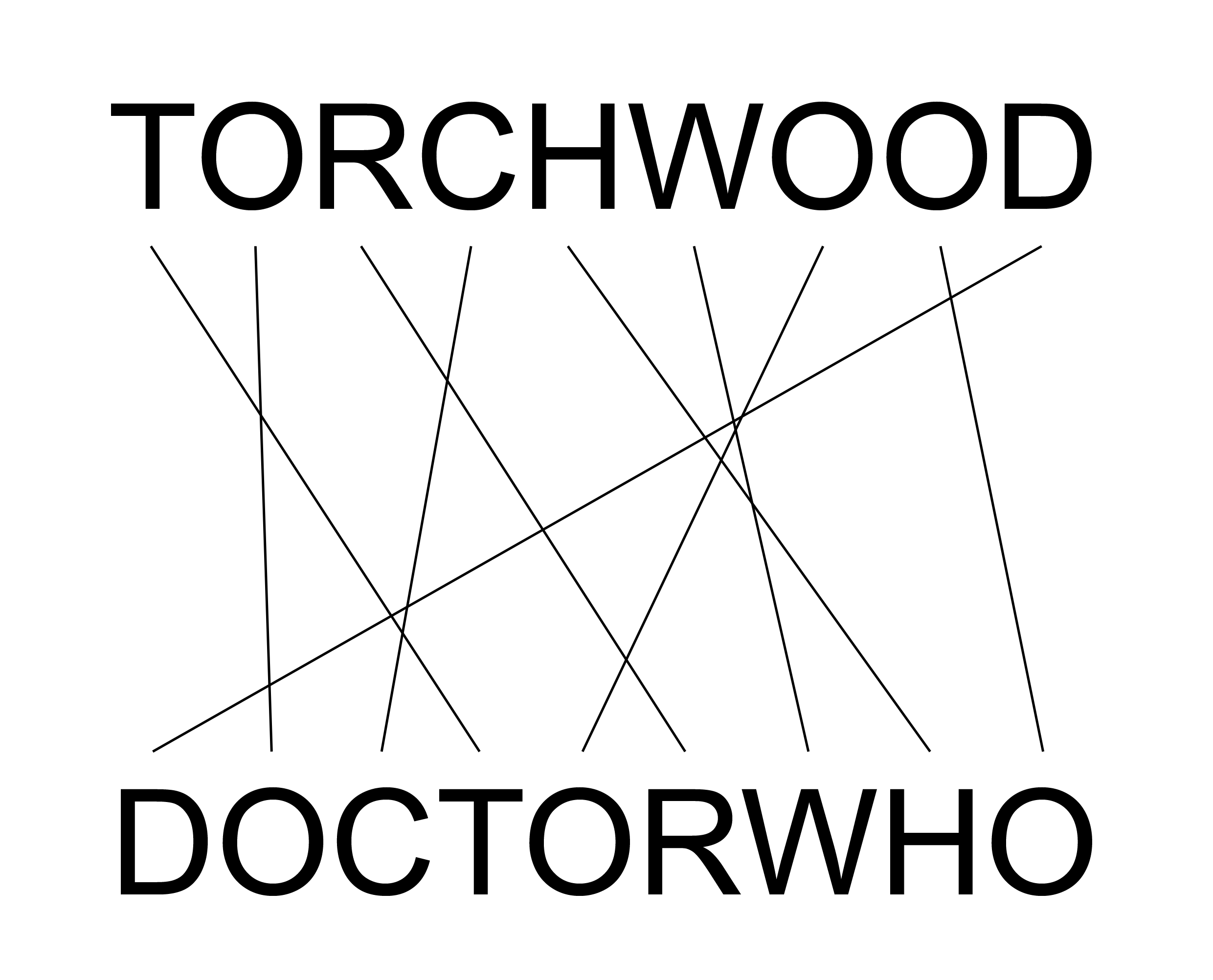
Das Torchwood-„Doctor Who“-Anagramm

Aufgrund der Popularität der Doctor-Who-Serie und zur Geheimhaltung der Inhalte wurden 2005 die Doctor-Who-Drehbücher BBC-intern unter dem Anagramm Torchwood (Doctor Who → torchWooD) herumgereicht, damit nichts zur Presse durchsickerte.
Russel T Davies, der als Serienschaffender und Showrunner 2005 die Wiederkehr des Serienhits Doctor Who verantwortete, hatte schon Jahre vor diesem Großprojekt ein Grundkonzept für eine Polizeiserie mit Science-Fiction-Grundton entwickelt. Er schob die Umsetzung dieser Pläne auf, als er von der BBC die Aufträge für Casanova und DW erhielt. Nach dem sehr erfolgreichen Start von Doctor Who wurde die Idee einer Sci-Fi-Polizeiserie wieder hervorgeholt und Verknüpfungen mit DW vorbereitet.
Im letzten Drittel der ersten Who-Staffel führte Davies dann die Figur des Captain Jack Harkness ein. Die Figur macht innerhalb der fünf Folgen ihres ersten Auftretens eine deutliche Charakterentwicklung durch. Mit deren überzeugender Vermittlung konnte Darsteller Barrowman das Publikum derart an sich binden, dass das Polizeiserienkonzept auf die Figur des mysteriösen zeitreisenden Trickbetrügers zugeschnitten wurde. Der zeitweise Tod und die Wiedererweckung des Captains im Staffelfinale der ersten Who-Staffel öffneten die Tür für die Exploration einer umfassenden komplizierten Lebensgeschichte und Jacks Übergang zum allseits respektierten, nach wie vor mysteriösen Leiter des Torchwood Institutes. Bereits in der finalen Doppelfolge der ersten Who-Staffel wird Torchwood in einer futuristischen Version der Quizshow The Weakest Link erstmals erwähnt. Die Geschichte des Institutes selbst wurde ab der zweiten Who-Staffel ebenfalls betrachtet und die beiden Serien in der Folgezeit wiederholt miteinander verknüpft.
Die erste Torchwood-Staffel wurde 2006 auf BBC Three gesendet; die Ausstrahlung der zweiten Staffel erfolgte ab Januar 2008 auf BBC Two. Eine dritte Staffel mit dem Zusatztitel Kinder der Erde (Children of Earth) wurde ab Herbst 2008 gedreht und vom 6. bis zum 10. Juli 2009 an fünf aufeinander folgenden Tagen bei BBC One ausgestrahlt. Anders als bei den beiden ersten Staffeln gibt es in der dritten Staffel eine durchgehende Handlung, sie wurde als Miniserie (mehrteiliger Fernsehfilm) an fünf aufeinanderfolgenden Abenden ausgestrahlt.
Die vierte Staffel trägt den Titel Miracle Day, besteht aus 10 Episoden mit erneut durchgängiger Handlung und wurde als Co-Produktion der BBC mit dem US-amerikanischen Kabelsender Starz produziert. Zusätzlich zur Originalbesetzung wurden Mekhi Phifer und Alexa Havins als CIA-Agenten Rex Matheson und Esther Drummond als Hauptrollen bestätigt. Weiter sind Bill Pullman als Mörder Oswald Danes und Lauren Ambrose als PR-Beraterin Jilly Kitzinger zu sehen. Die vierte Staffel wurde ab dem 8. Juli 2011 auf Starz sowie ab dem 14. Juli 2011 auch auf BBC One ausgestrahlt.

### Vermarktung
Die Serie lief in Kanada auf dem Sender CBC, der sie mitproduziert hat. In den USA wird sie vom BBC-Ableger BBC America mit sehr guten Quoten ausgestrahlt. In Hongkong wurde die Serie auf aTV WORLD gezeigt. Außerdem wurden Sendetermine in Spanien, Australien und Neuseeland angekündigt. RTL II sicherte sich die deutschen Rechte und zeigte die ersten drei Staffeln ab dem 11. März 2009. Die Ausstrahlung der vierten Staffel auf RTL II erfolgte, ursprünglich für das Frühjahr 2012 geplant, in einer Eventprogrammierung am Wochenende vom 17. bis 19. August 2012.
Die BBC vermarktet die 3. Staffel der Serie in verschiedenen Versionen. Neben der durch die BBC im Vereinigten Königreich selbst ausgestrahlten Originalversion bietet die BBC die Serie auch als eine internationale Lizenzversion an. In dieser Fassung wurden von jeder Folge der 3. Staffel ca. 10 Minuten gekürzt. RTL II strahlte die 3. Staffel in der ungekürzten Originalversion aus. Mit bis zu einer Million Zuschauern war diese für den Sender eines der erfolgreichsten Primetime-Formate im Herbst 2009.

### Vorgeschichte

Logo des Torchwood-Instituts

In der Mutterserie Doctor Who wird in der Folge 2.02 Mit Zähnen und Klauen gezeigt, dass das Torchwood-Institut im Jahr 1879 von Königin Victoria gegründet wurde, nachdem diese womöglich von einem außerirdischen Werwolf-Parasiten infiziert wurde. Der Doktor rettete Victoria das Leben, trotzdem erklärte sie ihn zu einem Feind des Königreichs und verbannte ihn auf ewig. Zur Untersuchung und Bekämpfung übersinnlicher und außerirdischer Aktivitäten gründete Victoria ein Institut mit dem Namen Torchwood – nach dem Anwesen, auf dem sie Schutz suchte.
Das Torchwood-Institut hat mehrere Niederlassungen im Vereinigten Königreich. Die eigentliche Zentrale, Torchwood One, hatte ihren Standort in London. Diese wurde jedoch in den Doctor-Who-Folgen 2.12 Die Armee der Geister und 2.13 Weltuntergang im Kampf gegen die Cybermen und die Daleks zerstört. Seither ist die vormalige Außenstelle in der walisischen Hauptstadt Cardiff, Torchwood Three, der Hauptsitz des Torchwood-Instituts.
Auf die zur bereits früher in der Mutterserie Doctor Who etablierten Organisation UNIT (Unified Intelligence Taskforce; früher auch United Nations Intelligence Taskforce) ähnliche Funktion des Torchwood-Institutes wird in der Episode 2.06 Reset angespielt. Jack erläutert, dass Torchwood im Vergleich spontaner in seinen Aktionen sei. Jedoch scheint Torchwood UNIT in gewisser Weise auch unterstellt zu sein, da Jack in einer früheren Episode Berichte für UNIT anfertigen musste. Ein weiterer Unterschied zwischen den Organisationen ist, dass Torchwood direkt der britischen Krone untersteht, während UNIT den Vereinten Nationen unterstellt ist, wie Gwen in der Episode 3.01 Children of Earth: Day One durch die Herkunft ihres Gehaltsschecks deutlich macht.
Chronologisch beginnt Torchwood nach dem Ende der zweiten Doctor-Who-Staffel. Danach wechseln sich die Staffeln beider Serien ab. Der Charakter Captain Jack Harkness trat zuerst in der Doctor-Who-Folge 1.09 Das leere Kind auf und begegnet dem Doktor dann immer wieder, bis er den zehnten Doktor kurz vor dessen Regeneration zuletzt in der Doctor-Who-Folge 4.18 End of Time, Part 2 trifft, die nach den Ereignissen der dritten Staffel von Torchwood spielt.
In Staffel 12 von Doctor-Who begegnen sich Captain Jack Harkness und die mittlerweile 13. Inkarnation des Doktors erneut. Nach einem erfolgreichen Sieg gegen die Daleks verkündet Jack dem Doktor, dass er den Kontakt zu Gwen Cooper wieder aufgenommen hat. 

### Einschaltquoten
| Staffel | Staffel | Ep. 1 | Ep. 2 | Ep. 3 | Ep. 4 | Ep. 5 | Ep. 6 | Ep. 7 | Ep. 8 | Ep. 9 | Ep. 10 | Ep. 11 | Ep. 12 | Ep. 13 |
| ------- | ------- | ----- | ----- | ----- | ----- | ----- | ----- | ----- | ----- | ----- | ------ | ------ | ------ | ------ |
|         | 1       | 2,52  | 2,5   | 1,77  | 1,39  | 1,26  | 1,22  | 1,31  | 1,12  | 1,08  | 1,03   | 0,83   | 1,23   | 1,23   |
|         | 2       | 4,22  | 3,78  | 3,51  | 3,28  | 3,79  | 4,07  | 4,32  | 4,26  | 3,75  | 3,85   | 3,49   | 3,69   | 3,13   |
|         | 3       | 6,47  | 6,14  | 6,4   | 6,76  | 6,58  | N/A   | N/A   | N/A   | N/A   | N/A    | N/A    | N/A    | N/A    |
|         | 4       | 6,59  | 5,75  | 5,49  | 5,19  | 5,17  | 4,6   | 4,48  | 4,64  | 4,63  | 5,13   | N/A    | N/A    | N/A    |

Die erste Folge der ersten Staffel brach mit 2,5 Millionen Zuschauern den Rekord für die erfolgreichste Ausstrahlung überhaupt auf BBC Three. Sowohl die erste als auch die zweite (noch am gleichen Abend ausgestrahlte) Folge zählen bis heute (Stand 2019) zu den fünf meistgesehenen Sendungen seit der Gründung des Fernsehsenders.
Mit um 13 Prozent Marktanteil am gesamten verfügbaren Fernsehprogramm zur jeweiligen Sendezeit brachten die Folgen dem Sender zudem eine außerordentlich hohe Zuschauerquote ein. Obwohl die Zuschauerzahlen im Staffelverlauf abnahmen, übertrafen ausnahmslos alle Folgen bei weitem die üblichen Zuschauerquoten von BBC Three.
Noch innerhalb der jeweiligen Erstausstrahlungswochen wurden die Folgen außerhalb der Hauptsendezeit auf BBC Two wiederholt und erzielten dort noch einmal ähnliche Zuschauerzahlen von um 2,5 Millionen Menschen.
Als Konsequenz durfte die Serie für die folgende Staffel zum insgesamt stärker frequentierten Sender BBC Two wechseln. Als sich die Serie auch dort mit für den Sender recht hohen Einschaltquoten bewähren konnte, folgte der weitere Aufstieg zum BBC-Flaggschiff BBC One, wo jedoch kurz vor Drehbeginn die Zusage von den geplanten 13 auf fünf Folgen reduziert wurde.
Showrunner Davies nutzte die Gelegenheit, um stattdessen eine Miniserie auszuhandeln, aus den fünf Folgen also einen zusammenhängenden 300-minütigen Spielfilm zu machen, der schließlich sogar an fünf aufeinander folgenden Tagen ausgestrahlt werden konnte und mit konstant über 6 Millionen Zuschauern trotz befürchtetem „Sommerloch“ gute Einschaltquoten erzielte.
Die vierte, in Koproduktion mit Starz entstandene Staffel konnte mit der Ausstrahlung der ersten Folge noch an den Erfolg der vorigen Staffeln anknüpfen, danach sank die Zuschauerzahl stärker als bei den vorherigen und stieg nur noch zum Staffelfinale etwas an. Während Zuschauerzahlen von 4–6 Millionen für BBC Three undenkbar und für BBC Two rekordverdächtig hoch sind, liegen sie beim Hauptsender der BBC eher im Mittelfeld. Einzig die erste Folge steht mit fast 6,6 Millionen Zuschauern auch für BBC-One-Verhältnisse sehr gut da.
Zur Einordnung: Im Schnitt hält die BBC (kumuliert über all ihre Sender) einen Marktanteil von über 30 % (Stand 2017). Ihre erfolgreichsten Serien der vergangenen Jahre sind Sherlock und Doctor Who. Letztere brachte es in ihren Anfangsjahren (vor der Aufsplitterung der Fernsehsender) auf durchschnittliche Zuschauerzahlen von bis zu 11,2 Millionen Menschen (Staffeln von 1963, 1976/77 und 1979), solche Zahlen wären heute undenkbar. Doch selbst im Jahr 2018 brachten es noch vereinzelte Folgen der neusten Staffel auf sensationelle 11 Millionen Zuschauer. Selbst nach dem Abfall der Zuschauerzahl auf 7,7 Millionen in Folge 5 reichte es noch für den sechstgrößten Marktanteil aller parallel verfügbaren Programme. Die gesamte dritte sowie Anfang und Finale der vierten Torchwoodstaffel rangieren nur knapp unterhalb dieses Bereiches. Seit der Rückkehr Doctor Whos 2005 liegen die Durchschnittszahlen der Staffeln zwischen 5,5 und 8 Millionen, wobei die Auftaktepisoden meist über 10 Millionen Zuschauer vor den Bildschirm locken können – was die Serie in der modernen Fernsehlandschaft zu einer Ausnahmeerscheinung und einem konkurrenzfähigen Flaggschiff der BBC macht. Die einzelnen Sherlock-Folgen (nur drei pro Jahr, stets in Spielfilmlänge, gesondertes Konzept ähnlich dem deutschen Tatort) zogen ebenfalls ein solches Publikum an (zwischen 6 und knapp 12 Millionen Zuschauer pro Folge und Marktanteilen von 25–35 %). Auch die Flaggschiffserien anderer Sender (in Großbritannien hauptsächlich ITV) schaffen selten höhere Einschaltquoten.
Grundsätzlich erwähnenswert hinsichtlich der Staffelverläufe ist, dass die Schwankungen (hohe Einschaltquoten bei den ersten und ggf. letzten, dazwischen Abnahme) sehr typisch für Fernsehserien jeder Art und durchaus so erwartet sind. Um dem entgegenzuwirken, wird gelegentlich versucht, in der Mitte einer Staffel besonders interessante Folgen oder überraschende drastische Änderungen in Handlungsverlauf oder Besetzung einzuführen und im Vorfeld der Erstausstrahlung entsprechend anzukündigen. Dies sorgt für einen kurzfristigen erneuten Anstieg und dadurch insgesamt langsameren Abfall der Zuschauerzahlen im Staffelverlauf. Besonders deutlich sichtbar wird der Erfolg einer solchen Strategie hier bei den Zahlen der zweiten Staffel, aber auch in der dritten ging das Konzept auf – der Tod einer besonders beliebten Hauptfigur im mittleren Teil führte noch einmal zu einem deutlichen Anstieg der Zuschauerzahlen noch vor der finalen Folge.

## Besetzung
Die synchronisierte Fassung der Serie wurde bei der Interopa Film in Berlin vertont. Kim Hasper schrieb zusammen mit Änne Troester die Dialogbücher und führte zusammen mit Marius Clarén die Dialogregie.

### Hauptdarsteller
| Rolle                 | Schauspieler       | Synchronsprecher    | Episoden             | Zahl |
| --------------------- | ------------------ | ------------------- | -------------------- | ---- |
| Captain Jack Harkness | John Barrowman     | Peter Flechtner     | 1.01–4.10            | 41   |
| Gwen Cooper           | Eve Myles          | Britta Steffenhagen | 1.01–4.10            | 41   |
| Ianto Jones           | Gareth David-Lloyd | Marius Clarén       | 1.01–3.04            | 30   |
| Dr. Owen Harper       | Burn Gorman        | Daniel Fehlow       | 1.01–2.13            | 26   |
| Toshiko Sato          | Naoko Mori         | Natascha Geisler    | 1.01–2.13            | 26   |
| Rhys Williams         | Kai Owen           | Olaf Reichmann      | 1.01–4.10            | 33   |
| Rex Matheson          | Mekhi Phifer       | Dennis Schmidt-Foß  | 4.01–4.10            | 10   |
| Esther Drummond       | Alexa Havins       | Antje von der Ahe   | 4.01–4.10            | 10   |
| Oswald Danes          | Bill Pullman       | Detlef Bierstedt    | 4.01–4.05, 4.08–4.10 | 8    |

### Nebendarsteller
| Rolle                | Schauspieler      | Synchronsprecher         | Episoden                         | Anz. |
| -------------------- | ----------------- | ------------------------ | -------------------------------- | ---- |
| Sgt Andy Davidson    | Tom Price         | David Turba              | 1.01–4.10                        | 14   |
| Suzie Costello       | Indira Varma      | Claudia Urbschat-Mingues | 1.01, 1.08                       | 2    |
| Captain John Hart    | James Marsters    | David Nathan             | 2.01, 2.12–13                    | 3    |
| Martha Jones         | Freema Agyeman    | Solveig Duda             | 2.06–2.08                        | 3    |
| Alice Carter         | Lucy Cohu         | Petra Barthel            | 3.01–3.05                        | 5    |
| Steven Carter        | Bear McCausland   |                          | 3.01–3.05                        | 5    |
| Lois Habiba          | Cush Jumbo        | Manja Doering            | 3.01–3.05                        | 5    |
| Clement McDonald     | Paul Copley       | Bodo Wolf                | 3.01–3.05                        | 5    |
| John Frobisher       | Peter Capaldi     | Peter Reinhardt          | 3.01–3.05                        | 5    |
| Bridget Spears       | Susan Brown       | Karin Buchholz           | 3.01–3.05                        | 5    |
| Johnson              | Liz May Brice     | Debora Weigert           | 3.01–3.05                        | 5    |
| Mr. Dekker           | Ian Gelder        | Helmut Gauß              | 3.01–3.05                        | 5    |
| Brian Green          | Nicholas Farrell  | Reinhard Kuhnert         | 3.01–3.05                        | 5    |
| Rhiannon Davies      | Katy Wix          | Melanie Hinze            | 3.01–3.05                        | 5    |
| Johnny Davies        | Rhodri Lewis      | Tobias Müller            | 3.01–3.05                        | 5    |
| Dr. Rupesh Patanjali | Rik Makarem       | Jaron Löwenberg          | 3.01–3.02                        | 2    |
| Denise Riley         | Deborah Findlay   | Liane Rudolph            | 3.04–3.05                        | 2    |
| General Pierce       | Colin McFarlane   |                          | 3.03–3.05                        | 3    |
| Colonel Oduya        | Charles Abomeli   |                          | 3.01, 3.03–3.05                  | 4    |
| Dr. Vera Juarez      | Arlene Tur        | Eva Michaelis            | 4.01–4.05                        | 5    |
| Jilly Kitzinger      | Lauren Ambrose    | Luise Helm               | 4.02–4.05, 4.08–4.10             | 7    |
| Brian Friedkin       | Wayne Knight      | Frank Ciazynski          | 4.02–4.08                        | 3    |
| Blue Eyed Man        | Teddy Sears       | Jaron Löwenberg          | 4.05–4.10                        | 4    |
| Olivia Colasanto     | Nana Visitor      | Liane Rudolph            | 4.07–4.08                        | 2    |
| Allen Shapiro        | John de Lancie    | Bert Franzke             | 4.08–4.10                        | 3    |
| Mary Cooper          | Sharon Morgan     | Helga Lehner             | 2.09, 4.01, 4.05, 4.07–4.10      | 7    |
| Geraint Cooper       | William Thomas    | Ernst Meincke            | 2.09, 4.01, 4.05–4.06, 4.09–4.10 | 6    |
| Charlotte Willis     | Marina Benedict   | Ulrike Stürzbecher       | 4.01–4.02, 4.08–4.10             | 5    |
| Stuart Owens         | Ernie Hudson      | Jörg Hengstler           | 4.06                             | 1    |
| Ralph                | Frederick Koehler |                          | 4.05–4.06                        | 2    |
| Colin Maloney        | Marc Vann         |                          | 4.05–4.06                        | 2    |
| Angelo Colasanto     | Daniele Favilli   |                          | 4.07                             | 1    |
| Die Mutter           | Frances Fisher    | Kerstin Sanders-Dornseif | 4.09–4.10                        | 2    |
| Noah Vickers         | Paul James        | Dirk Stollberg           | 4.01–4.02, 4.08–4.10             | 5    |

## Hauptfiguren

### Captain Jack Harkness
Jack Harkness ist der Leiter der Cardiff-Zweigstelle von Torchwood. Die Figur trat das erste Mal in der Doctor-Who-Folge „Das leere Kind“ auf. Er ist ein Zeitreisender aus dem 51. Jahrhundert, der seit dem 19. Jahrhundert auf der Erde gestrandet ist. Seit seinem Tod und der darauf folgenden Wiederbelebung durch die zu dem Zeitpunkt von der Energie der TARDIS durchdrungenen Rose Tyler in der Episode „Getrennte Wege“ von Doctor Who, ist Jack unsterblich. Im Laufe der zwei Serien Torchwood und Doctor Who wird nach und nach Jacks Geschichte erzählt, die ihn zu einer sehr komplexen Figur macht.
Jack ist zu Beginn der Serie Torchwood eine recht düstere Figur, was im Kontrast zu seinem sorglosen Auftreten in der ersten Staffel von Doctor Who steht. Dies wird erklärt durch seine Unsterblichkeit und die daraus resultierenden Erlebnisse, so beispielsweise, dass er geliebte Menschen sterben sieht, während er weiterlebt. Jack hat selbst zunächst keine Erklärung für seine Unsterblichkeit, weshalb er unbedingt den Doktor wiedersehen will, um Aufschluss zu erhalten. Nach einem erneuten Zusammentreffen mit dem Doktor (in den Doctor-Who-Episoden 3.11–3.13: „Utopia“, „The Sound of Drums“ und „Last of the Time Lords“) findet er sich jedoch mehr und mehr mit seinem Schicksal ab und wird wieder ein etwas leichterer Charakter. Nach den Ereignissen in der dritten Staffel ist Jack ein sichtlich gebrochener Mann, der sich die Schuld am Geschehenen gibt.
Innerhalb Torchwoods betrachtet Jack sich als eine Art Vaterfigur für die anderen Teammitglieder – wobei er mit Gwen Cooper und Ianto Jones jedoch auch hemmungslos flirtet und mit Letzterem später eine Beziehung beginnt. Jack hat einen jüngeren Bruder namens Gray, der als Kind bei einem Angriff von Außerirdischen entführt wurde. Jack, der sich verantwortlich fühlt, da er auf Gray aufpassen sollte, suchte ihn jahrelang.

### Gwen Cooper
Gwen Elizabeth Cooper ist Polizistin und stößt im Rahmen ihrer Arbeit auf das mysteriöse Torchwood-Institut, in welches sie von Jack Harkness rekrutiert wird. Durch ihre Ausbildung und als Neuling im Team reagiert sie oft mit mehr Mitgefühl als ihre Kollegen, die schon länger für Torchwood arbeiten. So gelingt es ihr auch häufig, verängstigten Zeugen Informationen zu entlocken. Im Laufe der Serie wird Gwen selbstbewusster und belastbarer. In Jacks Abwesenheit übernimmt sie mehrmals die Leitung des Teams.
Gwen ist die Einzige im Team mit einem Lebenspartner. Die Beziehung zu ihrem Freund und späteren Ehemann, Rhys Williams, verdeutlicht den Gegensatz zwischen dem normalen Alltag und den außergewöhnlichen Ereignissen in Torchwood. Zunächst erzählt Gwen Rhys nichts über ihre Arbeit bei der Geheimorganisation, um sich ein Stück Normalität zu bewahren. Sie kann das Gesehene jedoch nicht verarbeiten und betrügt Rhys schließlich mit ihrem Teamkollegen Owen. Ab der zweiten Staffel ist sie Rhys treu und erzählt ihm von ihren Erlebnissen bei der Arbeit.

### Rex Matheson
Rex Matheson (Staffel 4) ist Agent der CIA. Während der Ereignisse des Miracle Day stößt er auf Torchwood und möchte dessen Mitglieder festnehmen. Zwar gelingt ihm dies, als jedoch seine CIA-Kollegin auf Befehl ihres Vorgesetzten versucht, den inhaftierten Jack umzubringen, stellt Rex fest, dass Torchwood „die Guten“ sind. Er verhilft gemeinsam mit Esther Drummond Jack und Gwen zur Flucht und schließt sich infolgedessen Torchwood an. Am Ende der vierten Staffel wird er wie Jack unsterblich, nachdem er Jacks Blut in seinem Körper bis zur Quelle schmuggeln konnte und gemeinsam mit Jack die Quelle dazu bringt, die normalen Verhältnisse (alle Menschen sind sterblich, Jack nicht) wiederherzustellen. Da ein Teil von dem dazu notwendigen Blut Jacks aus Rex’ Körper kam, wurde auch er in Jacks Zustand der Unsterblichkeit versetzt.

### Esther Drummond
Esther Drummond (Staffel 4) ist Analystin bei der CIA, als sie bei Recherchen auf Torchwood stößt, im Zuge weiterer Nachforschungen auf Jack trifft und dadurch zu Torchwood kommt. Am Ende der vierten Staffel wird Esther getötet.

### Ianto Jones
Ianto (Staffel 1–3) arbeitet als Archivar, als Besetzung der Touristeninformation (Torchwoods offizielle Fassade) und als „Mädchen für alles“ im Team. Er ist das jüngste Teammitglied, hat aber schon mehr gesehen als viele andere, da er bereits für Torchwood Eins arbeitete und unter anderem den Kampf von Canary Wharf, in dem Torchwood Eins zerstört wurde, erlebte. In diesem Kampf wurde seine Freundin Lisa Hallett in einen Cyberman, ein künstlich geschaffenes tödliches Wesen, das teils Mensch, teils Maschine ist, verwandelt. Ianto bemüht sich um eine Stelle bei Torchwood Drei, um Lisa, die durch Maschinen am Leben gehalten wird, in den Kellern unter der Einrichtung zu verstecken und nach einer Heilmethode zu suchen. Lisa/der Cyberman entkommt jedoch und versucht, andere Menschen ebenfalls in Cybermen zu konvertieren, bis sie schließlich vom Team getötet wird. Iantos Geheimnis, das das ganze Team in tödliche Gefahr brachte, sowie die Erschießung seiner Freundin durch das Team belasten die Beziehung zwischen Ianto und den übrigen zunächst. Später normalisiert sich ihr Verhältnis jedoch.
Ianto ist oftmals Opfer von Jacks anzüglichen Kommentaren. Er kontert diese jedoch brillant mit kurzen, prägnanten Sprüchen und trockenem Humor. Inwieweit sein Eingehen auf Jacks Flirts anfangs nur gespielt ist, um Lisa zu schützen, bleibt unklar. Nach Lisas Tod beginnen Jack und Ianto jedoch eine Beziehung miteinander.
In der Folge der dritten Staffel Kinder der Erde: Tag Vier („Children of Earth: Day Four“) stirbt er an einem tödlichen Virus, den die 456 in einem Gebäude in London freisetzen.

### Dr. Owen Harper
Dr. Owen Harper (Staffel 1–2) ist Arzt und zu seinen Aufgaben gehört es, Außerirdische zu untersuchen oder Verletzte zu behandeln. Owen legt ein sehr zynisches Auftreten an den Tag und geht zunächst scheinbar keine ernsthaften zwischenmenschlichen Bindungen ein. Erst zum Ende der ersten Staffel beginnt er sich zu öffnen, als er Diane kennenlernt, eine Pilotin aus den 1950er Jahren, die durch den Zeitriss nach Cardiff kommt. Seine Wut und Trauer über ihr erneutes Verschwinden im Riss führen letztendlich mit zu den Ereignissen am Ende der Staffel, als er den Riss öffnet und ein apokalyptisches Monster hindurchkommt.
In der zweiten Staffel stirbt Owen – wird jedoch von Jack, der sich mit seinem Tod nicht abfinden will, zurückgebracht. Owen existiert als Untoter weiter. Dies führt zu seinem zweiten Beinahe-Zusammenbruch nach Dianes Verschwinden, bis er mithilfe seiner Arbeit wieder einen Sinn für sich entdeckt. Schließlich jedoch stirbt er endgültig, als er in Wundmale/Exit Wounds in einem mit radioaktiver Kühlflüssigkeit gefluteten Raum in einem Atomkraftwerk eingeschlossen wird.

### Toshiko Sato
Toshiko Sato (Staffel 1–2), genannt Tosh, ist die Computerspezialistin von Torchwood. Sie wird von Jack rekrutiert, nachdem sie in eine Spionageaffäre verwickelt wurde und dafür ohne Gerichtsverhandlung von der Regierung festgehalten wird. Sie steht vor der Wahl: Torchwood oder weiterhin Gefängnis.
Tosh schwärmt für Owen, der sie jedoch zu ihrem Leidwesen nicht so zur Kenntnis nimmt. Stattdessen hat sie eine Affäre mit Mary, die sich als mörderisches Alien entpuppt, und eine Romanze mit Tommy Brockless, einem Soldaten des Ersten Weltkriegs, der tiefgefroren in Torchwoods Kühlkammer liegt und nur einmal im Jahr aufgetaut wird. Am Ende der zweiten Staffel stirbt Toshiko, als sie von Jacks Bruder Gray erschossen wird.

## Bücher
| Nummer | Originaltitel Deutscher Titel                   | Autor(en)                                                    | Veröffentlichung (GB) Veröffentlichung (D) | ISB-Nummer             | Sprecher der Hörbuchfassung                                                                         | Veröffentlichung (Hörbuch) | Hörbuch-ISBN           |
| ------ | ----------------------------------------------- | ------------------------------------------------------------ | ------------------------------------------ | ---------------------- | --------------------------------------------------------------------------------------------------- | -------------------------- | ---------------------- |
| 01     | Another Life Ein anderes Leben                  | Peter Anghelides                                             | 4. Januar 2007 10. Februar 2011            | ISBN 978-0-563-48653-4 | John Barrowman                                                                                      |                            |                        |
| 02     | Border Princes Wächter der Grenze               | Dan Abnett                                                   | 4. Januar 2007 24. Juni 2011               | ISBN 978-0-563-48654-1 | Eve Myles                                                                                           |                            |                        |
| 03     | Slow Decay Langsamer Verfall                    | Andrew Lane                                                  | 4. Januar 2007 16. Mai 2012                | ISBN 978-0-563-48655-8 | Burn Gorman                                                                                         |                            |                        |
| 04     | Something in the Water (noch) nicht bekannt     | Trevor Baxendale                                             | 6. März 2008 (noch) nicht bekannt          | ISBN 978-1-84607-437-0 | |                            |                        |
| 05     | Trace Memory (noch) nicht bekannt               | David Llewellyn                                              | 6. März 2008 (noch) nicht bekannt          | ISBN 978-1-84607-438-7 | |                            |                        |
| 06     | The Twilight Streets (noch) nicht bekannt       | Gary Russell                                                 | 6. März 2008 (noch) nicht bekannt          | ISBN 978-1-84607-439-4 | |                            |                        |
| 07     | Pack Animals (noch) nicht bekannt               | Peter Anghelides                                             | 16. Oktober 2008 (noch) nicht bekannt      | ISBN 978-1-84607-574-2 | |                            |                        |
| 08     | SkyPoint (noch) nicht bekannt                   | Phil Ford                                                    | 16. Oktober 2008 (noch) nicht bekannt      | ISBN 978-1-84607-575-9 | |                            |                        |
| 09     | Almost Perfect (noch) nicht bekannt             | James Goss                                                   | 16. Oktober 2008 (noch) nicht bekannt      | ISBN 978-1-84607-573-5 | |                            |                        |
| 10     | Into the Silence (noch) nicht bekannt           | Sarah Pinborough                                             | 25. Juni 2009 (noch) nicht bekannt         | ISBN 978-1-84607-753-1 | |                            |                        |
| 11     | Bay of the Dead (noch) nicht bekannt            | Mark Morris                                                  | 25. Juni 2009 (noch) nicht bekannt         | ISBN 978-1-84607-737-1 | |                            |                        |
| 12     | The House that Jack Built (noch) nicht bekannt  | Guy Adams                                                    | 25. Juni 2009 (noch) nicht bekannt         | ISBN 978-1-84607-739-5 | |                            |                        |
| 13     | Risk Assessment (noch) nicht bekannt            | James Goss                                                   | 15. Oktober 2009 (noch) nicht bekannt      | ISBN 978-1-84607-783-8 | |                            |                        |
| 14     | The Undertaker’s Gift (noch) nicht bekannt      | Trevor Baxendale                                             | 15. Oktober 2009 (noch) nicht bekannt      | ISBN 978-1-84607-782-1 | |                            |                        |
| 15     | Consequences (noch) nicht bekannt               | Joseph Lidster, James Moran, Andrew Cartmel, David Llewellyn | 15. Oktober 2009 (noch) nicht bekannt      | ISBN 978-1-84607-784-5 | |                            |                        |
| 16     | First Born (noch) nicht bekannt                 | James Goss                                                   | 21. Juli 2011 (noch) nicht bekannt         | ISBN 978-1-84990-283-0 | Kai Owen, Clare Corbett, Katherine Fenton, Joe Jameson, Carole Boyd, Michael Stevens, Susie Riddell |                            |                        |
| 17     | Long Time Dead (noch) nicht bekannt             | Sarah Pinborough                                             | 4. August 2011 (noch) nicht bekannt        | ISBN 978-1-84990-284-7 | Indira Varma                                                                                        |                            |                        |
| 18     | The Men Who Sold the World (noch) nicht bekannt | Guy Adams                                                    | 18. August 2011 (noch) nicht bekannt       | ISBN 978-1-84990-285-4 | John Telfer                                                                                         |                            |                        |
| 19     | The Exodus Code (noch) nicht bekannt            | John S. Barrowman, Carole E. Barrowman                       | 15. Oktober 2013 (noch) nicht bekannt      | ISBN 978-1-84607-908-5 | Daniel Pirrie                                                                                       | 4. Oktober 2012            | ISBN 978-1-47130-665-5 |

## Hörspiele
Seit September 2015 erscheint eine englische Hörspielserie von Big Finish Productions, in der bislang 49 Folgen und fünf Specials produziert wurden. Neben der seit 2015 monatlich erscheinenden Audioserie, setzt Big Finish seit 2017 offiziell die TV-Serie mit einer weiteren Hörspiel Reihe unter dem Schirmtitel Torchwood: The Story Continues fort. Aliens Among Us knüpfte hierbei direkt an die vierte Staffel der TV-Serie an und fungierte als offizielle fünfte Staffel, gefolgt von der sechsten Staffel mit dem Titel God Among Us. Die Rollen der Hauptfiguren werden von den Schauspielern der Serie gesprochen.
| Nummer  | Titel                     | Autor(en)                                                 | Veröffentlichung   | ISB-Nummer          |
| ------- | ------------------------- | --------------------------------------------------------- | ------------------ | ------------------- |
| 01      | The Conspiracy            | David Llewellyn                                           | 30. November 2015  | ISBN 978-1781789162 |
| 02      | Fall to Earth             | James Goss                                                | 31. Dezember 2015  | ISBN 978-1781789186 |
| 03      | Forgotten Lives           | Emma Reeves                                               | 31. Januar 2016    | ISBN 978-1781789209 |
| 04      | One Rule                  | Joseph Lidster                                            | 29. Februar 2016   | ISBN 978-1781789223 |
| 05      | Uncanny Valley            | David Llewellyn                                           | 31. März 2016      | ISBN 978-1781789247 |
| 06      | More Than This            | Guy Adams                                                 | 30. April 2016     | ISBN 978-1781789261 |
| 07      | The Victorian Age         | A. K. Benedict                                            | 31. Mai 2016       | ISBN 978-1785752070 |
| 08      | Zone 10                   | David Llewellyn                                           | 30. Juni 2016      | ISBN 978-1785752094 |
| 09      | Ghost Mission             | James Goss                                                | 31. Juli 2016      | ISBN 978-1785752117 |
| 10      | Moving Target             | Guy Adams                                                 | 31. August 2016    | ISBN 978-1785752131 |
| 11      | Broken                    | Joseph Lidster                                            | 30. September 2016 | ISBN 978-1785752155 |
| 12      | Made You Look             | Guy Adams                                                 | 31. Oktober 2016   | ISBN 978-1785752179 |
| Special | The Torchwood Archive     | (keine Angabe)                                            | 31. Dezember 2016  | ISBN 978-1785754234 |
| Special | Outbreak                  | Guy Adams                                                 | 31. Januar 2017    | ISBN 978-1785757600 |
| Special | Before the Fall           | Joseph Lidster                                            | 31. März 2017      | ISBN 978-1787030084 |
| 13      | Visiting Hours            | David Llewellyn                                           | 31. Mai 2017       | ISBN 978-1785756351 |
| 14      | The Doll House            | Juno Dawson                                               | 30. Juni 2017      | ISBN 978-1785756375 |
| 15      | Corpse Day                | James Goss                                                | 31. Juli 2017      | ISBN 978-1785756399 |
| 16      | Cascade                   | Scott Handcock                                            | 31. August 2017    | ISBN 978-1785756412 |
| 17      | The Office of Never Was   | James Goss                                                | 30. September 2017 | ISBN 978-1785756436 |
| 18      | The Dying Room            | Lizzie Hopley                                             | 31. Oktober 2017   | ISBN 978-1785756450 |
| –       | Aliens Amongst Us, Part 1 | James Goss, Juno Dawson, AK Benedict                      | 31. Dezember 2017  | ISBN 978-1787030107 |
| –       | Aliens Amongst Us, Part 2 | Christopher Cooper, Mac Rogers, Janine H Jones, Tim Foley | 31. Dezember 2017  | ISBN 978-1787033795 |
| –       | Aliens Amongst Us, Part 3 | James Goss, Juno Dawson, AK Benedict                      | 30. April 2018     | ISBN 978-1787033818 |

## Trivia
- In der Folge 2.8 „Aus dem Leben eines Toten“ sagt Owen, nachdem er in das Haus eingebrochen ist: „Da bleib ich kühl – kein Gefühl.“ Dieses Zitat stammt aus dem Song „Blaue Augen“ von der NDW-Band Ideal.